# 联合国安全理事会第1690号决议
《联合国安理会1690号决议》是2006年6月20日在联合国安全理事会第5469次会议通过的。这个决议是关于东帝汶局势的。会议由丹麦代表主持，安理会的15个国家全部投了赞成票。
决议谴责了在东帝汶的暴力行为，决定将联合国东帝汶办事处的任务期限延长至2006年8月20日，并支持葡萄牙、澳大利亚、新西兰和马来西亚四国在东帝汶部署国际安全部队。

## 相关决议
- 联合国安理会1599号决议
- 联合国安理会1677号决议